# Zelënyj
Zelënyj ("isola verde"; in russo: Зелёный; in giapponese: 志発島 Sibotsu-to) è la maggiore delle isole Chabomai nella parte meridionale delle isole Curili che amministrativamente appartengono al Južno-Kuril'skij rajon dell'oblast' di Sachalin, in Russia, ma sono, insieme a Iturup, Kunašir e Šikotan, rivendicate dal Giappone.

## Geografia
L'isola ha una superficie di 51 km², è pianeggiante, con un'altezza massima di 24 m; è verde e paludosa con numerosi laghi, il più grande è il lago Utinoe ed è territorio di una riserva naturale.
Zelënyj si trova al centro del gruppo Chabomai: l'isola Polonskogo si trova 11 km a nord-est, separata dallo stretto Polonskogo; Tanfil’eva 11,5 km a sud-ovest; Jurij 1,5 km a sud-ovest, separata dallo stretto di Voejkov; e le Dëmina 5 km a sud.